# Кампоротондо ди Фјастроне
Кампоротондо ди Фјастроне (итал. Camporotondo di Fiastrone) насеље је у Италији у округу Мачерата, региону Марке.
Према процени из 2011. у насељу је живело 262 становника. Насеље се налази на надморској висини од 335 м.

## Становништво
| 1936. | 1951. | 1961. | 1971. | 1981. | 1991. | 2001. | 2011. |
| ----- | ----- | ----- | ----- | ----- | ----- | ----- | ----- |
| 1.035 | 978   | 797   | 571   | 535   | 527   | 583   | 589   |